# Flames de Saint-Jean
Les Flames de Saint-Jean (en anglais : Saint John Flames) sont une franchise professionnelle de hockey sur glace ayant évolué dans la Ligue américaine de hockey de 1993 à 2003 à Saint-Jean dans la province du Nouveau-Brunswick au Canada. Ils étaient affiliés aux Flames de Calgary de la Ligue nationale de hockey.

## Historique
Leur plus grand succès fut la victoire lors de l'édition 2001 de la finale de la Coupe Calder dans leur patinoire du Harbour Station contre les Penguins de Wilkes-Barre/Scranton, le club-école des Penguins de Pittsburgh. Les Flames remportèrent la série quatre parties à deux avec un score de 1 but à 0 lors du match final. En 1998, les Flames furent aussi prétendants à la Coupe Calder mais s'inclinèrent en 6 parties devant les Phantoms de Philadelphie.
L'équipe a été transférée dans la ville d'Omaha au Nebraska en 2005 et elle évolue actuellement sous le nom des Ak-Sar-Ben Knights d'Omaha. Le hockey à Saint-John est maintenant représenté par les Sea Dogs de Saint-Jean de la Ligue de hockey junior majeur du Québec.

## Joueurs célèbres
Plusieurs joueurs des Flames de Saint-John sont parvenus à jouer dans la Ligue nationale de hockey : lors de l'édition 2004 de la finale de la Coupe Stanley entre les Flames de Calgary et le Lightning de Tampa Bay, on comptait pas moins de 17 joueurs ayant joué un temps au sein des Flames de Saint-Jean.
Les joueurs suivants furent longtemps membres des Flames de Saint-John et connurent une brillante carrière dans la LNH:

Ancien logo des Flames (1993-1998)

- Steve Bégin
- Denis Gauthier
- Jean-Sébastien Giguère
- Chuck Kobasew
- Dwayne Roloson
- Oleg Saprykin
- Todd Simpson
- Martin St-Louis
- Cory Stillman

## Statistiques

### Classement en saison régulière
| Saison    | PJ | V  | D  | N  | DP | BP  | BC  | Pts | Classement Final            |
| 2002-2003 | 80 | 32 | 41 | 6  | 1  | 203 | 223 | 71  | 4e de la division Canadian  |
| 2001-2002 | 80 | 29 | 34 | 13 | 4  | 182 | 202 | 75  | 5e de la division Canadian  |
| 2000-2001 | 80 | 44 | 24 | 7  | 5  | 269 | 210 | 86  | 1er de la division Canadian |
| 1999-2000 | 80 | 32 | 32 | 11 | 5  | 267 | 283 | 80  | 2e de la division American  |
| 1998-1999 | 80 | 31 | 40 | 8  | 1  | 238 | 296 | 71  | 4e de la division American  |
| 1997-1998 | 80 | 43 | 24 | 13 | 0  | 231 | 201 | 99  | 1er de la division American |
| 1996-1997 | 80 | 28 | 36 | 13 | 3  | 237 | 269 | 72  | 2e de la division Canadian" |
| 1995-1996 | 80 | 35 | 30 | 11 | 4  | 272 | 264 | 85  | 2e de la division American" |
| 1994-1995 | 80 | 27 | 40 | 13 | 0  | 250 | 286 | 67  | 4e de la division American  |
| 1993-1994 | 80 | 37 | 33 | 10 | 0  | 304 | 305 | 84  | 2e de la division American  |

### Classement en série de championnat
| Saison    | Tour                            | Adversaire                          | Classement                               |
| 1993-1994 | 1er tour (8e de finale)         | Hawks de Moncton                    | Monton gagne la série 4-3                |
| 1994-1995 | 1er tour (8e de finale)         | Senators de l'Île-du-Prince-Édouard | Île-du-Prince-Édouard gagne la série 4-1 |
| 1995-1996 | 1er tour (8e de finale)         | Maple Leafs de Saint-Jean           | Saint-Jean gagne la série 3-1            |
| 1995-1996 | 2e tour (Quarts-de-finale)      | Canadiens de Fredericton            | Saint-Jean gagne la série 4-1            |
| 1995-1996 | 3e tour (Demi-Finales)          | Pirates de Portland                 | Portland gagne la série 4-3              |
| 1996-1997 | 1er tour (8e de finale)         | Bulldogs de Hamilton                | Hamilton gagne la série 3-2              |
| 1997-1998 | 1er tour (8e de finale)         | Maple Leafs de Saint-Jean           | Saint-Jean gagne la série 3-1            |
| 1997-1998 | 2e tour (Quarts-de-finale)      | Pirates de Portland                 | Saint-Jean gagne la série 4-2            |
| 1997-1998 | 3e tour (Demi-Finales)          | Wolf Pack de Hartford               | Saint-John gagne la série 4-1            |
| 1997-1998 | 4e tour (Finale)                | Phantoms de Philadelphie            | Philadelphie gagne la série 4-2          |
| 1998-99   | 1er tour (8e de finale)         | Lock Monsters de Lowell             | Saint-Jean gagne la série 3-0            |
| 1998-1999 | 2e tour (Quarts-de-finale)      | Canadiens de Fredericton            | Fredericton gagne la série 4-0           |
| 1999-2000 | 1er tour (8e de finale)         | Lock Monsters de Lowell             | Lock Lowell gagne la série 3-0           |
| 2000-2001 | 1er tour (8e de finale)         | Pirates de Portland                 | Saint-Jean gagne la série 4-0            |
| 2000-2001 | 2e tour (Quarts-de-finale)      | Citadelles de Québec                | Saint-Jean gagne la série 4-1            |
| 2000-2001 | 3e tour (Demi-Finales)          | Bruins de Providence                | Saint-Jean gagne la série 4-1            |
| 2000-01   | 4e tour (Finale)                | Penguins de Wilkes-Barre/Scranton   | Saint-Jean gagne la série 4-2            |
| 2001-2002 | élimination en saison régulière |                                     |                                          |
| 2002-2003 | élimination en saison régulière |                                     |                                          |